# Abarkuh megye
Abarkuh megye (perzsául: شهرستان ابرکوه) Irán Jazd tartományának nyugati megyéje az ország középső, délnyugati részén. Délen, délnyugaton és nyugaton a Fársz tartományban lévő Bavánát megye és Horrambid megye, északnyugatról Fársz tartomány és Ábáde megye, északról Iszfahán tartomány és Iszfahán megye, északkeletről Askezar megye, keletről Taft megye, délkeletről Marvaszt megye határolja. Székhelye a 27 000 fős Abarkuh városa. Összesen két város tartozik a megyéhez:  Abarkuh, a megye székhelye, illetve Mehrdast. A megye lakossága 42 610 fő. A megye két kerületet foglal magába, amely a Központi kerület és Bahman kerület.

## Fordítás
- Ez a szócikk részben vagy egészben  az   Abarkuh County című angol Wikipédia-szócikk ezen változatának fordításán alapul.  Az eredeti cikk szerkesztőit annak laptörténete sorolja fel. Ez a jelzés csupán a megfogalmazás eredetét és a szerzői jogokat jelzi, nem szolgál a cikkben szereplő információk forrásmegjelöléseként.